# Cat Survival Trust
Le Cat Survival Trust est un parc zoologique situé à Welwyn au Royaume-Uni. Gérée par une association à but non lucratif, le but du Cat Survival Trust est de réaliser l'élevage conservatoire de nombreux félins dans le but de les réintroduire dans la nature. Le parc abrite les félins suivants : le Léopard de l'Amour (Panthera pardus orientalensis), le Caracal (Caracal caracal), la Panthère nébuleuse (Neofelis nebulosa), le Lynx boréal (Lynx lynx), le Chat de Geoffroy (Leopardus geoffroyi), le Jaguar (Panthera onca), le Manul (Otocolobus manul), le Puma (Puma concolor), le Serval (Leptailurus serval) et le Léopard des neiges (Panthera uncia). Le programme européen pour les espèces menacées (EEP) de la Panthère nébuleuse est géré par le Cat Survival Trust.
Par ailleurs, le Cat Survival Trust est propriétaire depuis 1992 de 40 km2 de forêt vierge au nord-est de l'Argentine, qu'il gère comme une réserve naturelle et dont le but est avant tout de protéger les cinq espèces de félins y vivant :  le jaguarondi, l'ocelot, le margay, le puma et le Chat-tigre.